# The Bends
Az 1995-ös The Bends a Radiohead második albuma. Elődjétől nagyobb sikereket ért el, mind kritikai, mind kereskedelmi értelemben. A brit albumlistán a 4. helyig jutott, ám az országon kívül nem volt képes nagy sikereket elérni a Creep kislemezre alapozva. Az Egyesült Államokban csak a 88. helyig jutott. Az Egyesült Királyságban és Kanadában tripla platina lett, az Egyesült Államokban és az Európai Unióban platina minősítést kapott. Szerepel az 1001 lemez, amit hallanod kell, mielőtt meghalsz című könyvben. 2020-ban a Minden idők 500 legjobb albuma listán 276. helyen szerepelt.

## Az album dalai
|     | Cím                        | Szerző(k) | Hossz |
| --- | -------------------------- | --------- | ----- |
| 1.  | Planet Telex               | Radiohead | 4:19  |
| 2.  | The Bends                  | Radiohead | 4:06  |
| 3.  | High and Dry               | Radiohead | 4:17  |
| 4.  | Fake Plastic Trees         | Radiohead | 4:50  |
| 5.  | Bones                      | Radiohead | 3:09  |
| 6.  | (Nice Dream)               | Radiohead | 3:53  |
| 7.  | Just                       | Radiohead | 3:54  |
| 8.  | My Iron Lung               | Radiohead | 4:36  |
| 9.  | Bullet Proof..I Wish I Was | Radiohead | 3:28  |
| 10. | Black Star                 | Radiohead | 4:07  |
| 11. | Sulk                       | Radiohead | 3:42  |
| 12. | Street Spirit (Fade Out)   | Radiohead | 4:12  |

## Közreműködők
- Thom Yorke – ének, gitár, zongora, vonósok hangszerelése
- Jonny Greenwood – gitár, orgona, billentyűk, zongora, lejátszó, vonósok hangszerelése
- Colin Greenwood – basszusgitár
- Ed O'Brien – gitár, háttérvokál
- Phil Selway – dob, ütőhangszerek
- Caroline Lavelle – cselló
- John Matthias – hegedű, brácsa
- Nigel Godrich – producer, hangmérnök
- Chris Blair – mastering
- Chris Brown – hangmérnök
- Stanley Donwood – illusztrációk
- Paul Q. Kolderie – keverés
- John Leckie – producer, hangmérnök, keverés
- Guy Massey – hangmérnökasszisztens
- Sean Slade – keverés
- Jim Warren – producer, hangmérnök